# Гончарове (Криворізький район)
Гонча́рове — село в Україні, у Девладівській сільській громаді Криворізького району Дніпропетровської області.
Орган місцевого самоврядування — Девладівська сільська рада. Населення — 111 мешканців.

## Географія
Село Гончарове знаходиться на відстані 1 км від села Девладове і села Водяне. Поруч проходить автомобільна дорога Т 0419 і залізниця, станція Девладове за 1,5 км.

## Населення

### Мова
Розподіл населення за рідною мовою за даними перепису 2001 року:
| Мова       | Відсоток |
| ---------- | -------- |
| українська | 88,3 %   |
| російська  | 9,9 %    |
| молдовська | 1,8 %    |

## Інтернет-посилання
- Погода в селі Гончарове [Архівовано 20 грудня 2011 у Wayback Machine.]

1. ↑  Рідні мови в об'єднаних територіальних громадах України — Український центр суспільних даних